# 休斯西部航空706號班機空難

休斯西部航空706号班机是休斯西部航空一條由洛杉磯前往西雅圖的定期航班，中途經停多個機場。1971年6月6日，一架DC-9-31在执飞该航班时，和一架美国海军陆战队F-4幽灵II战斗机在美國加州圣盖博山上空相撞。在相撞中唯一幸存的是在F-4戰機上的雷達攔截員，他成功在相撞前由座椅上射出，但是前座飛行員卻無法由座椅上射出。事件中共有50人罹難。

## 事發經過

从两个角度展现的撞机效果图。

1971年6月6日，由一架DC-9執飛的休斯西部航空706號班機於當地時間下午6點02分從洛杉磯國際機場起飛，這架班機自洛杉磯起飛後，將沿途中停五個航點，最後到達西雅圖國際機場。上面共乘載5名機組員以及44名乘客。
另一方面，美國內華達州隸屬美國海軍陸戰隊的一架F-4戰機，於當地時間下午5點16分從法倫航空基地起飛。上面乘載兩名飛官，一名是飛行員詹姆斯·理查德·飛利浦；另一名則是雷達攔截官克里斯托福·希斯。
706班機甫從機場離陸，朝著巡航高度33000英尺爬升。然而卻在當地時間下午6點11分，706班機爬升到15150英尺（4620米）高度的時候，F-4戰機忽然撞上他們。戰機的垂直尾翼從駕駛艙的左下方切過，導致機首與機身分開。戰機的右翼則從客艙下方劃過。兩機在洛杉磯市中心東北方的30公里處的聖蓋博山脈發生事故，706班機由於失去控制，隨著重力朝地面墜毀，機上人員當場全部罹難。F-4戰機的雷達攔截官克里斯托福則迅速彈射離開，而飛行員理查德則未順利脫困，隨著戰機墜落在不遠處的山區，不幸罹難。

## 事故調查
美國美國國家運輸安全委員會（NTSB）與美國軍方負責調查這次的空難。
NTSB的調查員從目擊事故發生的民眾描述得知，706班機是因為與一架戰機相撞之後才墜毀。當天NTSB亦從美軍方面得知，埃爾托羅（El toro）航空基地的確有一架F-4戰機失蹤，於是調查員便將事故原因朝向空中相撞來調查。
倖存的雷達攔截官克里斯托福完成治療後，接受調查員詢問時表示並非F-4戰機主動撞上，而是706號班機朝著他們撞來。然而檢視706班機的殘骸之後，調查員發現於駕駛艙左下方有一道非常明顯的切口，調查小組認定是F-4戰機主動撞上706號班機才造成失事。認定這個事實後，調查員隨後將調查方向轉向F-4的飛行姿態，據目擊者所述，事發前的F-4戰機正在執行特技翻滾。不過克里斯托福稱，他們正在執行的是一種稱之為「副翼翻滾」的安全動作，用來確認視線的死角。
克里斯托福表示，當時F-4戰機由於機上的氧氣供氧設備有問題，而法倫基地無法進行處理，必須返回埃爾托羅基地修理。他們奉命進行低空飛行，以確保飛行時的氧氣量。調查員檢視兩機的航線之後，發現F-4戰機沿著海岸飛行，正好經過洛杉磯國際機場的離場航線之一，且由於供氧問題不能於過高的高度巡航，於是正好於15150英尺的空域中，在完成一次副翼翻滾便撞上706號班機。
NTSB認為，F-4戰機以約400節的速度翻滾時，兩名飛官正好都低頭查看儀表，而706班機也由於飛行員的視線遭到阻礙，無法發現迎面而來的F-4戰機，而置於地面的雷達亦也無法追蹤到F-4戰機，因此釀成悲劇。

## 事故之後
NTSB的調查報告指出，由於美國軍方的飛機未受航管員的管制，且不熟識民航機的相關飛行路線，時常造成軍機入侵民航機的航線，往後可能造成更多事故。規定未來不論軍機亦或民航機，均需受到地面管制員的管制，且必須避開民航機場附近的管制區域。
在事故之後，由於休斯西部航空的所有人霍華·休斯於1976年過世，在1980年便被共和航空收購。

## 影視節目
此次事故被空中浩劫製播為第13季第2集「Speed Trap」。